# Явуз Турґул
Явуз Турґул (тур. Yavuz Turgul; нар. 5 квітня 1946, Стамбул, Туреччина) — турецький сценарист, кінорежисер і продюсер.

## Біографія
Закінчив інститут журналістики при Стамбульському університеті. Працював журналістом, потім почав писати сценарії до фільмів. Уперше став відомий наприкінці 1970-х — на початку 1980-х років, коли за написаними Турґулом сценаріями режисерами Ертемом Егілмезом і Карталом Тібетом був знятий ряд комедій. У цей період були написані сценарії до таких фільмів, як «Тосун-паша» (1976), «Султан» (1978), «Бувай, божевільний класе» (1981).
У 1980-х роках успіх Турґула усталився. Він здобув премію «Золотий апельсин» Антальського міжнародного кінофестиваля в номінації «За найкращий сценарій» — фільм «Квітковий Аббас», знятий Синаном Четіном. Також Турґул дебютував як режисер із фільмом «Фахріє Абла». Явуз Турґул удруге отримав премію «Золотий апельсин» у номінації «За найкращий сценарій» — сценарій до фільму «Ага», знятий Неслі Челгеченом. Також у цей період Турґул виграв премію «Золотий апельсин» у номінаціях «За найкращий фільм» і «За найкращий сценарій», а також ряд призів кінофестивалів, включно із кінофестивалями в Стамбулі і Сан-Себастьяні, — фільм «Мухсін», який, на думку Рекіна Тексоя «є найважливішим» фільмом Турґула.
У 1990-х роках Турґул написав сценарії до таких фільмів, як «Незабутній режисер фільму про кохання» (1990) і «Театр тіней» (1992); за останній Турґул отримав премію «Золотий апельсин» у номінаціях «За найкращий фільм» і «За найкращий сценарій». Потім він зняв фільм «Бандит» (1996), що став комерційно успішним і «повернув глядачів у крісла кінотеатрів», а також зробив Турґула «піонером бокс-офісу в цей період», також за цей фільм він отримав премію «Золотий дельфін».

## Особисте життя
Одружений з актрисою Ітир Есен, з якою має двох дітей.